# The Little Teacher
The Little Teacher é um filme mudo norte-americano de 1909 em curta-metragem, do gênero drama, dirigido por D. W. Griffith com roteiro de Mary Pickford.